# قتليش العليا (غيفان)
قتليش العليا (بالفارسية: قتلیش علیا) هي قرية تقع في إيران في قسم غیفان الريفي. يقدر عدد سكانها بـ 470 نسمة بحسب إحصاء 2016.